# Jeroom Heyndrickx

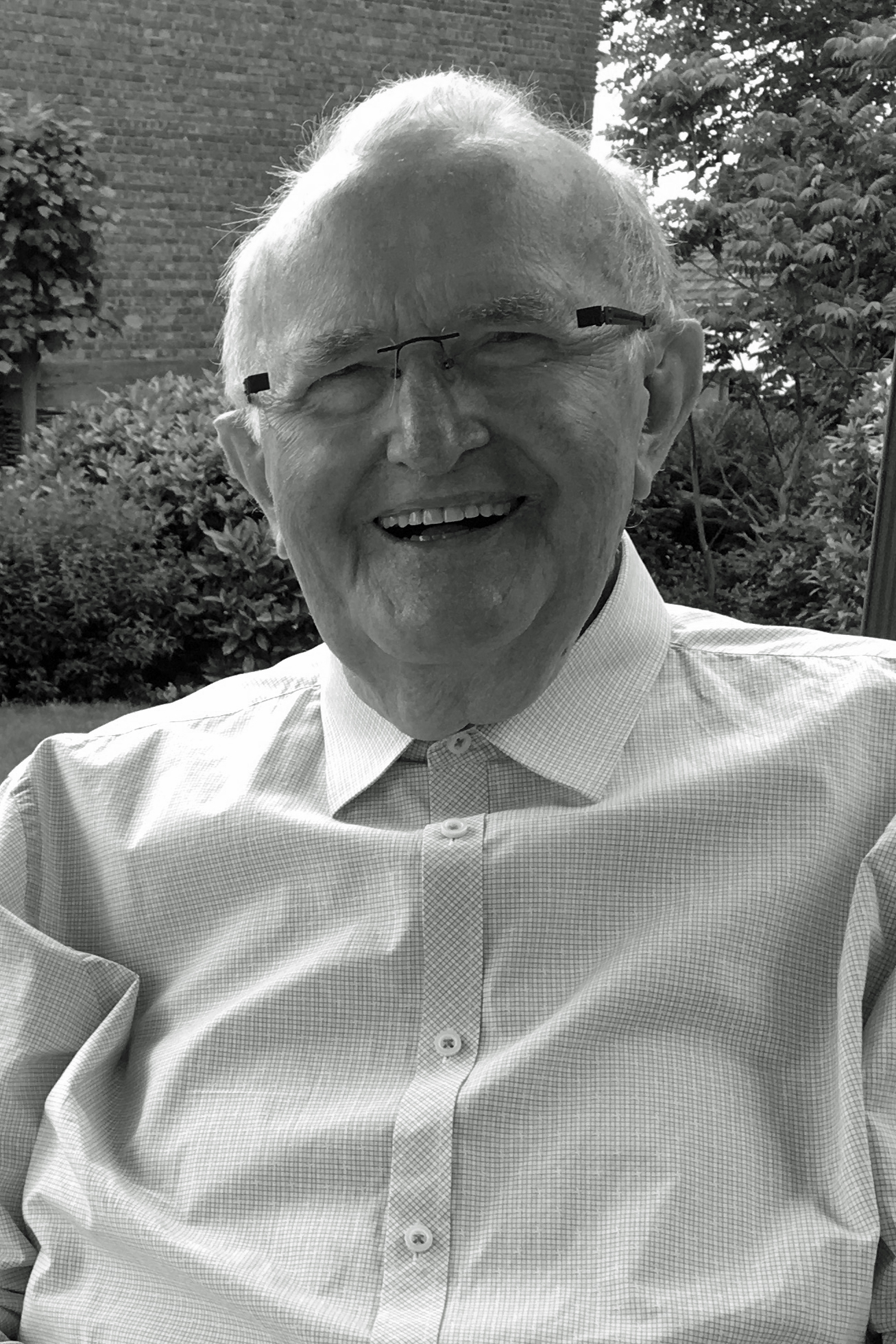

Jeroom Heyndrickx (Haasdonk, 26 december 1931) is een Belgische missionaris van Scheut. 

## Biografie
Jeroom Jozef Heyndrickx werd geboren in Haasdonk op 26 december 1931. Na de lagere school trok hij naar het Sint-Jozef-Klein-Seminarie 
in Sint-Niklaas. Zijn roeping om missionaris te worden werd geïnspireerd door Mgr. Leo De Smedt, de bisschop van Xiwanzi, die in het college kwam getuigen over de dramatische gebeurtenissen in het Chinese dorp. Op 5 augustus 1956 werd Jeroom Heyndrickx tot priester gewijd. Hij vertrok in 1957 naar zijn eerste missie in Taiwan. 
Tussen 1974 en 1981 was hij vicaris-generaal voor de Congregatio Immaculati Cordis Mariae (CICM).
In 1981 werd hij directeur van de cel CICM China. In 1982 richtte hij aan de Katholieke Universiteit Leuven het Ferdinand Verbiest Instituut op. Na 1985 was hij docent aan het seminarie van Shanghai en later ook aan het seminarie van Peking. Tussen 2007 en 2013 was hij lid van de Vaticaanse commissie voor China. In 2017 en 2018 gaf hij advies en voerde hij de voorbereidende gesprekken tussen het Vaticaan en de regering van China. Jeroom Heyndrickx is ook de inspirator en de drijvende kracht achter het Chinees College in Leuven. Hij werd in mei 2022 de eerste ereburger van de gemeente Beveren.
Einde 2024 werden pogingen ondernomen om de Ferdinand Verbiest Stichting en het Verbiestfonds op een onrechtmatige wijze in te palmen waardoor het levenswerk van Pater Jeroom dreigde verloren te gaan. Gelukkig werd dit afgewend zodat de activiteiten konden verdergezet worden.